# Генерал-аншеф
Генера́л-анше́ф (фр. général en chef) — воинское звание и чин в вооружённых силах некоторых государств.

## Западная Европа
В XVII—XVIII веках во Франции генерал-аншефом неофициально называли главнокомандующего генерала, выделяя его из ряда генерал-лейтенантов и даже маршалов Франции.
В 1687 году курфюрст Бранденбурга Фридрих Вильгельм пригласил себе на службу прославленного протестантского военачальника Фридриха Генриха Шомберга, который был поставлен над двумя фельдмаршалами (принцем Анхальт-Дессау и Дерфлингером) и получил звание генерала en chef (General «über alle Unsere Armée und trouppen in allen Unseren Ländern und Provincien» — генерала «над всеми нашими армиями и войсками во всех наших землях и провинциях»). Но уже в 1688 году, после смерти курфюрста, Шомберг перешёл на службу к Вильгельму Оранскому, а все последующие командующие войск Бранденбурга и Пруссии получали звание генерал-фельдмаршала.
В XVIII веке некоторые другие государства (Ганновер, Саксония, Нидерланды) использовали звание генерал-аншефа для главнокомандующих, не имевших звания фельдмаршала.
- Куно Иешуа фон Бюлов — с 1712 года генерал-аншеф ганноверской армии, с 1728 года фельдмаршал Ганновера.
- Рутовски, Фридрих Август фон — 6 января 1746 года получил чин генерал-аншефа и поставлен во главе всех саксонских войск, 11 января 1749 года наименован фельдмаршалом.

## Россия
В 1700 году, после битвы при Нарве, российский военачальник Б. П. Шереметев получил от царя Петра I чин генерал-аншефа, а уже в начале 1702 года он получил звание генерал-фельдмаршала.
Согласно Воинскому уставу Петра I 1716 года, генерал-аншеф — главнокомандующий, равный фельдмаршалу (хотя на практике стоял ниже его), возглавлявший «консилию» генералов. Ниже стоял генерал-фельдмаршал-лейтенант — помощник главнокомандующего, всегда при нём находящийся (это звание в российской армии не прижилось и с 1711 года не присваивалось), которому подчинялись три генерала от родов войск: генерал-фельдцейхмейстер (начальник артиллерии), генерал от кавалерии и генерал от инфантерии (пехоты).
После того как к концу царствования Петра I в Российской армии перестали использовать чины генерала от кавалерии и генерала от инфантерии, чин генерал-аншефа стал обозначать полного генерала, стоявшего рангом ниже фельдмаршала. Во второй половине XVIII века в Табели о рангах чин генерал-аншефа соответствовал 2-му классу.
Уставами 1796—1797 гг. чин генерал-аншеф заменен чинами по родам войск:
- генерал от инфантерии;
- генерал от кавалерии;
- генерал от артиллерии;
- инженер-генерал.

### Российские генерал-аншефы
- Б. П. Шереметев (1700) — с 1702 года генерал-фельдмаршал
- А. А. Вейде (1714)
- М. М. Голицын (1714) — с 1725 года генерал-фельдмаршал
- И. И. Бутурлин (1721)
- И. Ю. Трубецкой (1722) — с 1728 года генерал-фельдмаршал
- Л. Н. Алларт
- П. П. Ласи (1725) — с 1736 года генерал-фельдмаршал
- В. В. Долгоруков (1726) — с 1728 года генерал-фельдмаршал
- Г. И. Бон (1726)
- Х. А. Миних (1726) — с 1732 года генерал-фельдмаршал
- И. Я. Гинтер (1727)
- М. А. Матюшкин (1727)
- П. И. Ягужинский (1727)
- А. И. Ушаков (1730)
- И. И. Дмитриев-Мамонов (1730)
- С. Г. Нарышкин (1730)
- Г. П. Чернышёв (1730)
- С. А. Салтыков (1730)
- Г. Д. Юсупов (1730)
- И. Б. Вейсбах
- В. Я. Левашов
- А. И. Шаховской (1736)
- И. Ф. Барятинский (1737)
- А. И. Румянцев (1737)
- Я. В. Кейт (1737)
- Карл Карлович Бирон (1739)
- Густав Бирон (1740)
- Ульрих фон Левендаль (1740)
- Лудольф Август фон Бисмарк (1740)
- М. Я. Волков (1741)
- А. Б. Бутурлин (1741) — с 1756 года генерал-фельдмаршал
- М. И. Леонтьев (1741)
- В. Ф. Салтыков (1741)
- Д. А. Шепелев (1742)
- И. Л. Люберас (1742)
- М. К. Скавронский
- А. М. Девиер (1744)
- С. Ф. Апраксин (1746) — с 1756 года генерал-фельдмаршал
- И. А. Шипов (1749)
- П. С. Сумароков (1752)
- А. И. Тараканов (1752)
- А. Г. Загряжский (1753)
- А. И. Шувалов (1753) — с 1761 года генерал-фельдмаршал
- П. И. Шувалов — с 1761 года генерал-фельдмаршал
- Петр Август Гольштейн-Бек (1755) — с 1762 года генерал-фельдмаршал
- Ю. Г. Ливен (1755)
- В. В. Фермор (1755)
- Ю. Ю. Броун (1756)
- В. А. Лопухин (1756)
- С. К. Нарышкин (1757)
- А. Д. Татищев (1757)
- П. И. Стрешнев (1758)
- П. С. Салтыков (1758) — с 1759 года генерал-фельдмаршал
- М. А. Толстой (1758)
- А. М. Голицын (1759) — с 1769 года генерал-фельдмаршал
- А. П. Ганнибал (1759)
- П. Б. Шереметев (1760)
- Р. И. Воронцов (1761)
- Н. А. Корф (1761)
- И. С. Гендриков (1762)
- С. Ф. Волконский (1762)
- М. Н. Волконский (1762)
- И. Ф. Глебов (1762)
- П. А. Девиер (1762)
- П. А. Румянцев (1762) — с 1770 года генерал-фельдмаршал
- К. Е. Сиверс (1762)
- П. И. Панин (1762)
- Я. Л. Фролов-Багреев (1762)
- З. Г. Чернышев (1762) — с 1773 года генерал-фельдмаршал
- В. М. Долгоруков-Крымский (1762)
- А. А. Меншиков (1762)
- Ф. М. Войеков (1763)
- П. И. Олиц (1763)
- В. И. Суворов (1763)
- Ф. И. Ушаков (1763)
- К. Б. Бороздин (1764)
- Г. Г. Орлов (1764/1765)
- Д. И. Дебоскет (1766)
- А. Г. Орлов (1769)
- П. Г. Племянников (1770)
- А. И. Бибиков (1771)
- Н. И. Салтыков (1773) — с 1796 года генерал-фельдмаршал
- И. П. Салтыков (1773) — с 1796 года генерал-фельдмаршал
- Я. А. Брюс (1773)
- Я. Л. Брандт (1773)
- А. И. Глебов (1773)
- П. И. Репнин (1773)
- В. В. фон Фелькерзам (1773)
- Н. И. Чичерин (1773)
- Г. А. Потемкин (1774) — с 1784 года генерал-фельдмаршал
- Ф. Г. Орлов (1774)
- Н. В. Репнин (1774) — с 1796 года генерал-фельдмаршал
- Ю. В. Долгоруков (1774)
- Е. А. Щербинин
- Ф. И. Вадковский (1775)
- И. К. фон Эльмпт (1780) — с 1797 года генерал-фельдмаршал
- В. П. Мусин-Пушкин (1782) — с 1797 года генерал-фельдмаршал
- П. Б. Пассек (1782)
- А. А. Прозоровский (1782) — с 1807 года генерал-фельдмаршал
- И. И. Меллер-Закомельский (1783) — одновременно исполнял должность генерал-фельдцейхмейстера
- М. Ф. Каменский (1784) — с 1797 года генерал-фельдмаршал
- П. Д. Еропкин (1786)
- А. В. Суворов (1786) — с 1794 года генерал-фельдмаршал, с 1799 года генералиссимус
- П. А. Текели (1786)
- Г. Е. Гротенгельм (1786)
- П. Д. Еропкин (1786)
- И. В. Гудович (1790) — с 1807 года генерал-фельдмаршал
- О. А. Игельстрём (1790)
- Е. П. Кашкин (1790)
- М. Н. Кречетников (1790)
- Ф. К. Браницкий
- Н. Д. Дурново (1794)
- П. С. Потёмкин (1794)
- О. В. Дерфельден (1795)
- В. А. Зубов (1796)
- С. Р. Воронцов (1796) — затем генерал от инфантерии
- Т. И. Тутолмин (1796)

## В США
В годы Гражданской войны в 1865 году звание генерал-аншефа армии Конфедерации штатов Америки получил Роберт Ли.